# Яремко, Василий Иванович
Васи́лий Ива́нович Яре́мко (укр. Василь Іванович Яремко, позывной — Ярый; 11 марта 1973, Кротошин — 25 января 2024, Макеевка) — украинский военнослужащий, главный сержант, участник российско-украинской войны. Герой Украины (11 декабря 2024, посмертно).

## Биография
Родился 11 марта 1973 года в селе Кротошин Львовской области.
Во время российского вторжения в Украину — командир 2 штурмовой сотни батальона "Карпатская Сечь"имени Олега Куцина. участвовал в военных операциях: оборона Вернополья (Харьковская область, апрель— сентябрь 2022), штурм Дмитровки (Харьковская область, июнь 2022), штурм Камышевахи и Топольского (Харьковская область, сентябрь 2022), зачистка Изюма (Харьковская область, сентябрь 2022), штурм на северном фланге Лиманской операции (Донецкая область, сентябрь 2022), освобождение Тернов (Донецкая область, октябрь 2022), Кременская наступательная операция и оборона позиций в районе Тернов (Донецкая область, октябрь 2022— октябрь 202 2023 — январь 2024).
Погиб 25 января 2024 года в результате обстрелов в районе села Макеевка Сватовского района Луганской области.

## Награды
- Звание «Герой Украины» с удостоением ордена «Золотая Звезда» (11 декабря 2024, посмертно) — за личное мужество и героизм, проявленные в защите государственного суверенитета и территориальной целостности Украины, верность военной присяге[3].